# St. Peter und Paul (Creglingen)

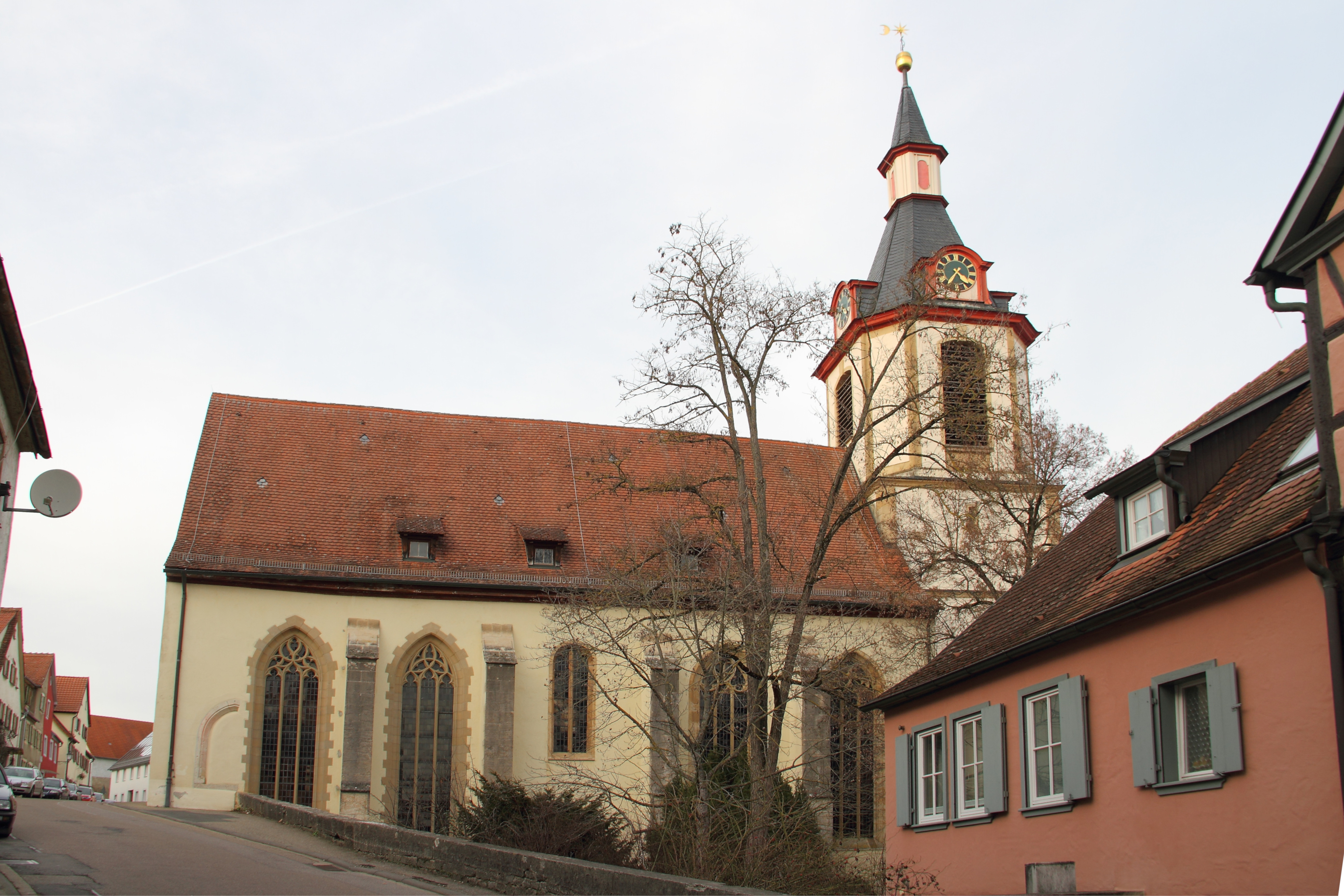
St. Peter und Paul in Creglingen

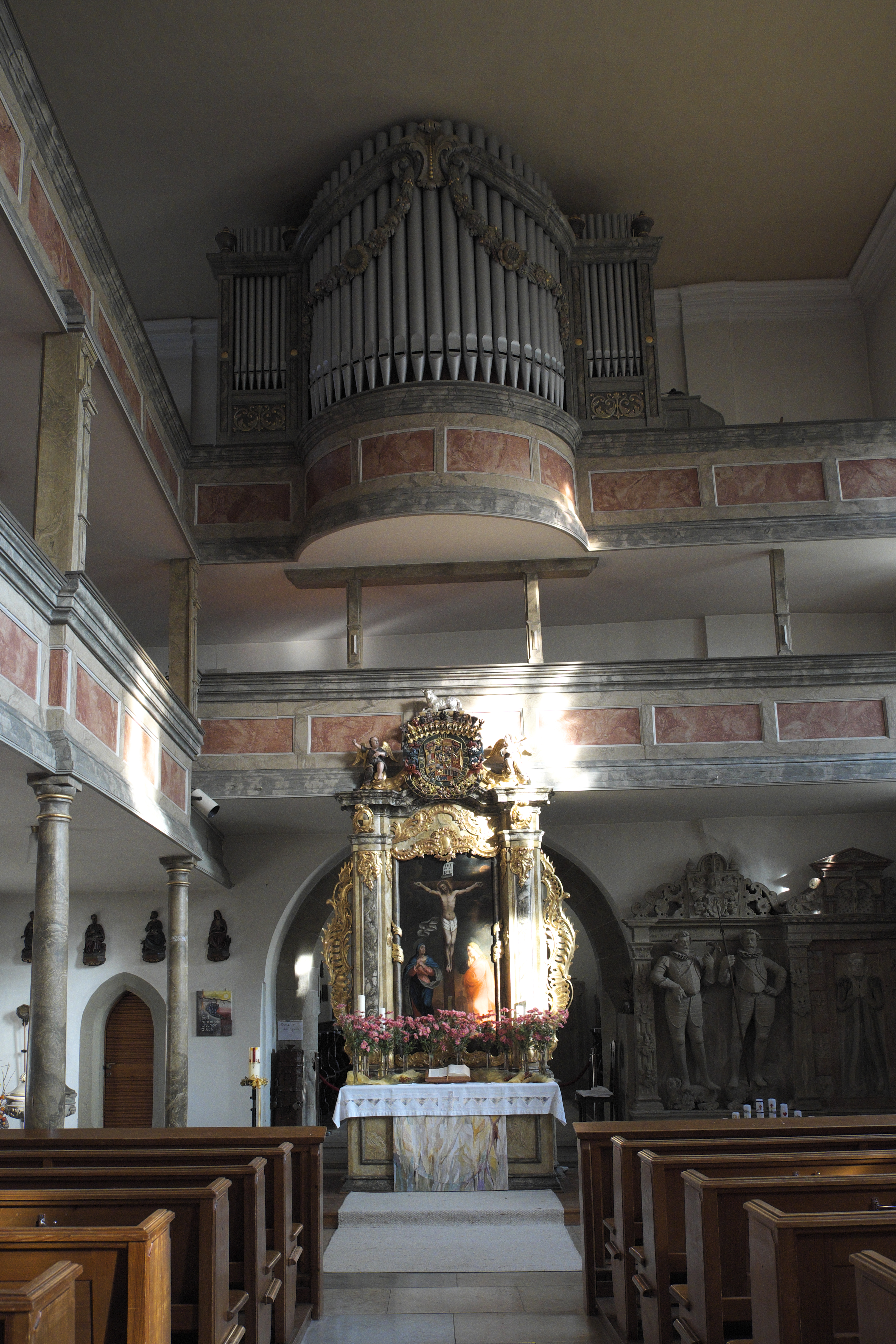
Innenansicht

Die evangelische Stadtkirche St. Peter und Paul steht in Creglingen, einer Stadt im Main-Tauber-Kreis in Baden-Württemberg. Das Bauwerk ist beim Landesamt für Denkmalpflege Baden-Württemberg als Baudenkmal eingetragen. Die Kirchengemeinde gehört zum Kirchenbezirk Weikersheim der Evangelischen Landeskirche in Württemberg.

## Beschreibung
Die mehrmals umgebaute und barockisierte Saalkirche geht im Kern auf eine spätromanische Basilika aus der Zeit um 1180 zurück. Sie besteht aus einem von Strebepfeilern gestützten Langhaus und einem Chorturm im Osten. Der Chorraum aus der Erbauungszeit ist mit einem Kreuzrippengewölbe überspannt, dessen Konsolen mit Gaffköpfen verziert sind. Der Chorturm wurde mit einem Geschoss mit abgeschrägten Ecken aufgestockt, das den Glockenstuhl beherbergt, und dessen Dachgauben des Helms die Zifferblätter der Turmuhr enthalten.
Zur Kirchenausstattung gehören ein spätgotisches Sakramentshaus und eine mit Intarsien verzierte Kanzel aus dem 16. Jahrhundert.